# Wojna o Toledo

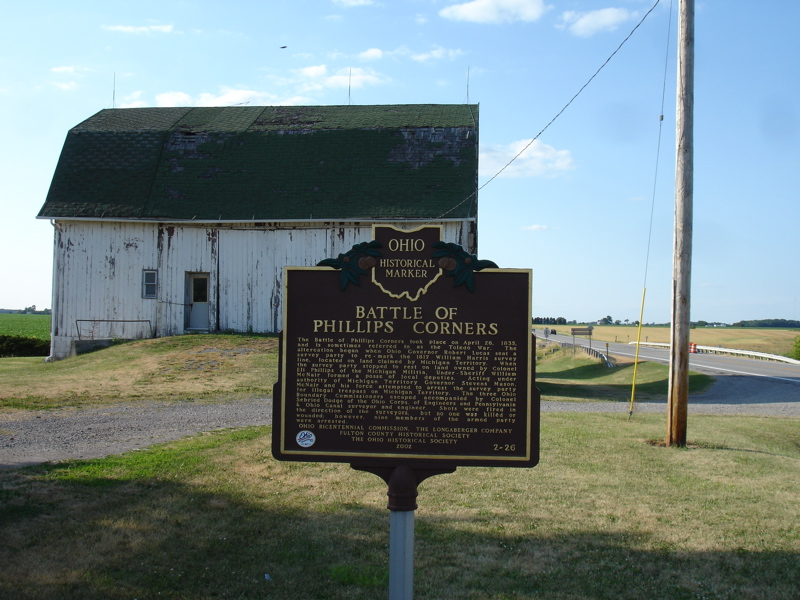
Tablica upamiętniająca potyczkę pod Philips Corners w trakcie wojny o Toledo

Wojna o Toledo − lokalny konflikt pomiędzy stanem Ohio i władzami terytorium Michigan o kontrolę nad miastem Toledo, toczony w latach 1835–1836.

## Historia
Do sporu przyczyniły się niedokładnie wytyczone w początkach XIX wieku granice stanu Ohio, w wyniku czego południowemu krańcowi jeziora Michigan przypisano różne współrzędne. W trakcie wytyczania terytorium stanu Michigan zadecydowano o tym, że granica stanu obejmie południowy kraniec jeziora. Dla władz Michigan granicę stanowiła południowa linia graniczna, władze Ohio opowiadały się jednak za drugą, położoną na północ linią graniczną. Różnica zdań doprowadziła do konfliktu pomiędzy obiema stronami, zwanego konfliktem o Toledo. Nazwa wywodzi się od miasta Toledo, które było jedynym ważnym ośrodkiem znajdującym się w tym rejonie.
Spór graniczny pojawił się w okresie, w którym Michigan starał się o nadanie mu prawa stanowego. Obie zwaśnione strony nie potrafiły dojść do porozumienia. Gubernator stanu Ohio Robert Lucas utworzył szereg powiatów (z ang. county), w których pracę rozpoczęły urzędy stanowe. Toledo znalazło się w wyznaczonym przez gubernatora Lucas County. W odpowiedzi na to, gubernator Michigan Stevens Mason wysłał w sporny region oddział milicji. Podobnie uczynił wkrótce Lucas. Obszar Toledo był w tamtym czasie porośnięty lasem cedrowym i usiany licznymi bagnami (zwanymi Czarnymi bagnami), które obecnie całkowicie osuszono dla celów rolniczych. 26 kwietnia 1835 r. doszło do potyczki pod Philips Corners, po chaotycznej wymianie strzałów milicja z Ohio wycofała się.
Ostatecznie spór rozwiązany został na drodze dyplomatycznej w roku 1836, kiedy to Kongres Stanów Zjednoczonych przydzielił Toledo stanowi Ohio, a stanowi Michigan obszar dwóch trzecich górnego półwyspu Michigan. Zwycięzcą konfliktu w tej sytuacji uznano stan Ohio, jako że ziemie półwyspu Michigan uznawane były za bezwartościowe. Dopiero w późniejszych latach zostały tam odkryte liczne pokłady surowców naturalnych.